# Fasciola hepatica
La duela del hígado (Fasciola hepatica)  es una especie de platelminto trematodo (duela)  de la subclase Digenea, caracterizado por su forma lanceolada, con dos ventosas, una bucal y otra ventral, y un ciclo biológico con dos generaciones (digeneo) en dos hospedadores, un molusco gasterópodo anfibio y un mamífero. Es parásito de los canales biliares y la vesícula biliar de herbívoros y omnívoros, incluido el ser humano; es el agente causal de una de las parasitosis más difundidas del ganado, la fascioliasis (o fasciolosis), que es considerada como una de las enfermedades parasitarias más importantes del mundo de los rumiantes domésticos.
La presentación de dicha enfermedad varía notablemente según las regiones geográficas, dependiendo de factores como el desarrollo agrícola, carencias nutricionales, micro y macro clima del medio, volumen y altura de los pastos, estado inmunitario y nutritivo del huésped definitivo e intermediario, número de huevos y larvas infestantes en el ambiente, etcétera.

## Nombres comunes
Fasciola hepática ha convivido con el hombre durante mucho tiempo y con el transcurso de los años y en dependencia del origen y el idioma de quien la nombraba ha recibido diversos nombres a través de la historia: gran duela del hígado, distoma hepático, mariposa del hígado, babosa del hígado, callotaca,  saguaypé para los habitantes del cono sur de las Américas, grand douve du foie para los francófonos o sheep liver fluke para los angloparlantes.

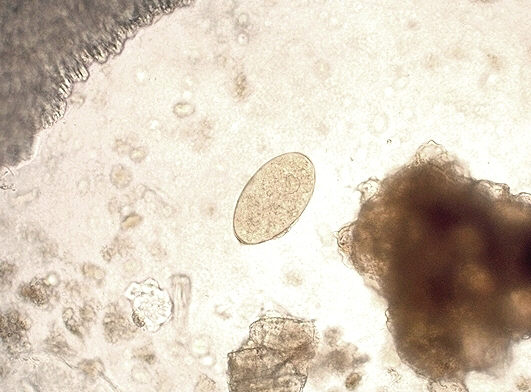
Huevo de F. hepatica; sus productos de secreción tienen actividad proteolítica.

## Historia
Fasciola hepatica fue el primer trematodo descrito para la ciencia. El pastor francés Jean De Brie presentó a Carlos V de Francia en 1379 el tratado ... l'art de bergerie... que, resumido y retitulado como Le bon berger... par le rustique Jehan de brie,... en las primeras impresiones del siglo XVI, cuenta que vio al parásito en el hígado de un ovino y relacionó su forma con la de las piezas de madera usadas para fabricar barriles (duela, del francés douve).
Posteriormente, Gesner demostró en 1551 que la duela del hígado se encontraba allí donde el ganado vacuno comía hierba en las proximidades de agua y, en 1883, Leuckart, de Alemania, y Thomas, de Inglaterra, que investigaban por separado, describieron el ciclo de vida completo.

## Epidemiología
De origen eurasiático, se extendió con los europeos a América del Norte, Centroamérica y Sudamérica, así como a Australia, Tasmania, Nueva Zelanda y Sudáfrica. La extensión desde Eurasia de Fasciola hepatica es reciente. La gran uniformidad genética de las fasciolas halladas en puntos geográficamente alejados, como Valdivia en Chile o León en España, demuestra el origen común y reciente de la colonización de parásito y hospedadores por toda América. Otro tanto puede suceder entre los aislamientos genéticos del Reino Unido y los hallados en Australia.
A pesar de la demostrada difusión de Fasciola hepatica desde Europa con el colonialismo de los siglos XV al XIX, se sabe poco de la situación clonal de esta especie. Hay indicios evidentes de comportamiento diferenciado entre aislamientos dentro de Europa, y las características reproductivas (hermafroditismo, posible autofecundación y ampliación reproductiva embrionaria) que propician la formación de clones. Por otra parte, y en sentido contrario, existen híbridos experimentalmente demostrados en las áreas donde Fasciola hepatica y Fasciola gigantica se solapan, como ocurre en Corea...

## Morfología

### Estado adulto

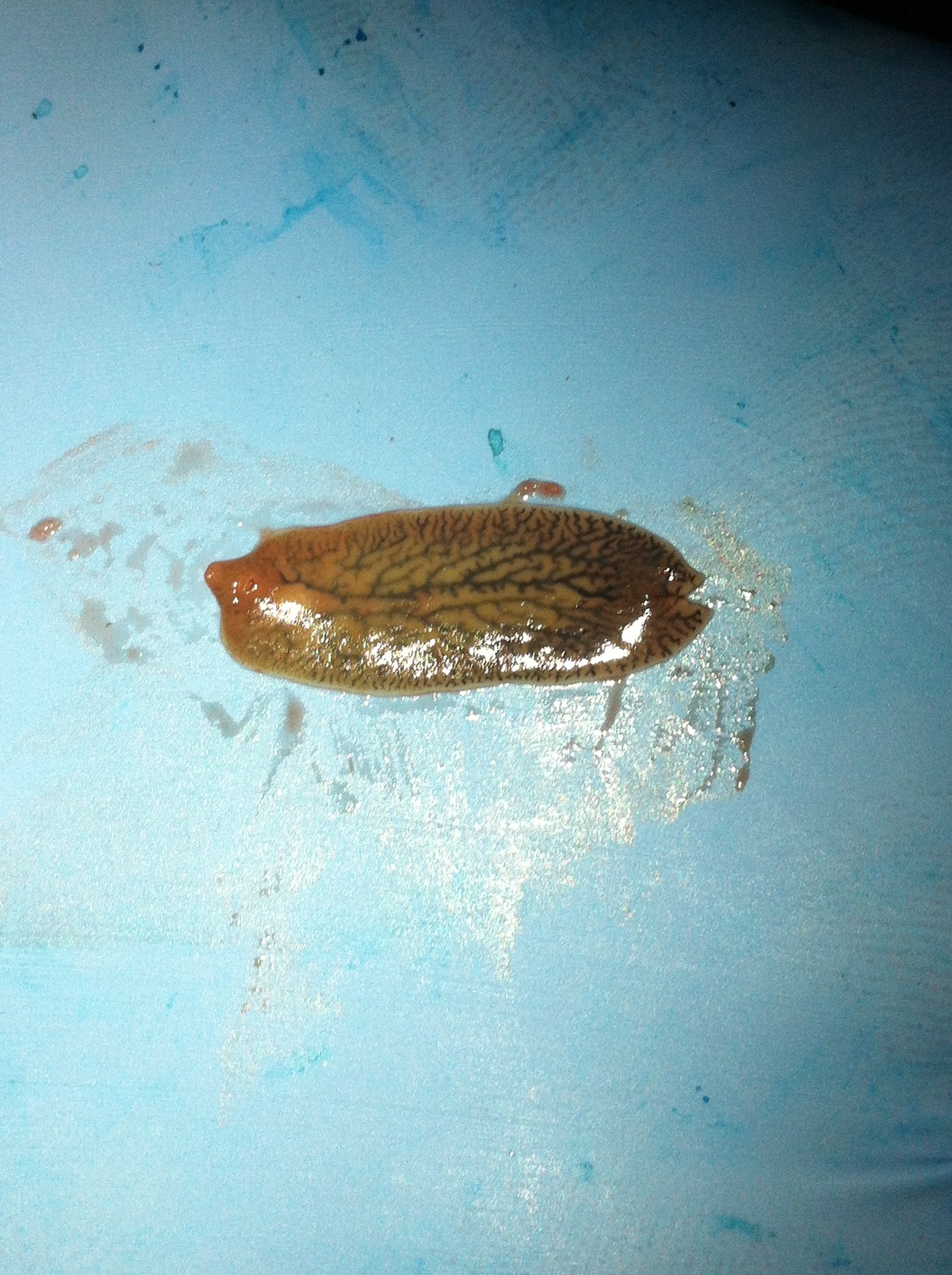
Imagen de un adulto

La duela del hígado es un gusano plano, sin segmentos, carnoso, que mide de 2 a 3,5 cm de largo por 1 a 1,5 cm de ancho. Es de color blanquecino y posee tonalidades que van desde el cenizo hasta coloraciones parduzcas. La porción anterior o cefálica presenta una ventosa bucal que mide 1 mm aproximadamente y otra de mayor tamaño en la zona ventral, de aproximadamente 1,6 mm.
El tegumento permite al grupo que intervenga en el medio ambiente, inclusive a los ataques del sistema inmunitario del hospedador. La superficie del tegumento es muy plegada e invaginada, mostrando numerosas espinas que le ayudan a aumentar la superficie para la absorción e intercambio molecular entre el tegumento y el hospedador definitivo.
El aparato digestivo de Fasciola hepatica es incompleto, formado por una cavidad bucal pequeña que se continua por una faringe, esófago que se bifurca formando dos ramas laterales, las cuales se dirigen hacia la porción posterior del cuerpo del gusano, para terminar en ciegos intestinales.
Es hermafrodita. El útero es corto. Los diversos componentes del huevo se juntan en el segmento proximal del útero; las células vitelinas son abundantes, en forma de racimos de uvas y distribuidas por todas las porciones laterales; de ellas se desprenden gránulos vitelógenos que contienen proliferol y proteínas. El ovario se encuentra situado a la derecha de la línea media, en una posición anterior con respecto a los dos testículos, uno detrás del otro, muy ramificados y situados en los dos tercios anteriores del cuerpo.

### Huevos
Los huevos son depositados en los conductos biliares. Miden de 130 a 150 micras de longitud por 60 a 90 micras de ancho; tienen opérculo, son de color amarillento, la cubierta formada por esclerotina (proliferol y proteínas). Al ser eliminados con las heces todavía no son maduros (sin embrionar). La maduración se efectúa en el agua a los 9 a 15 días a temperatura de 22 a 25 °C.

### Miracidio
Es una larva ciliada que eclosiona tras la maduración de los huevos. Por acción enzimática desprenden el opérculo del huevo y salen a nadar libremente con movimientos activos que se favorecen por la luz del sol; así encuentran al hospedador intermediario, un caracol pulmonado de agua dulce del género Fossaria o Pseudosuccinea, o de la familia Lymnaeidae, a los que deben encontrar en unas 8 horas e invadirlos por el pie, perforando las células epiteliales y subepiteliales del caracol.

### Esporoquistes y redias
Las larvas miracidio se transforman en esporoquistes o esporocistos dentro del caracol. Los esporcistos originan la primera generación de redias (sucede en unas 3 semanas). Pasando una semana más se forma la segunda generación de redias y posteriormente aparecen las cercarias.

### Cercaria
Son larvas libres que nadan activamente en el agua, donde maduran después de abandonar el caracol de agua dulce en grandes cantidades (1 miracidio produce unas 500 a 650 cercarias). Nadan con su cola, durante 8 a 12 horas; se adhieren a plantas acuáticas, luego pierden la cola, se hacen redondas y se enquistan formando la metacercaria.

### Metacercaria
La metacercaria es la forma infectante para el hombre y para los demás animales que sirven de hospedador definitivo. Generalmente se encuentran enquistadas en la vegetación acuática semisumergida que normalmente comen los animales, pero el hombre también acostumbra a ingerirlas. También se adquiere la infección tomando aguas contaminadas.
Al llegar al duodeno se desenquistan liberando un parásito juvenil que perfora la pared intestinal y en unas 3 horas, se aloja en la cavidad peritoneal en donde pasa de 3 a 16 días; posteriormente avanza por el peritoneo, llega a la cápsula de Glisson, la perfora, penetra al parénquima hepático del cual se alimentan los parásitos juveniles durante su migración hacia los conductos biliares en donde se desarrolla hasta el estado adulto, lo que sucede en unos 2 meses; después empezará a reproducir huevos que salen al exterior con la bilis y materias fecales, complementando así el ciclo biológico.

## Hospedadores definitivos

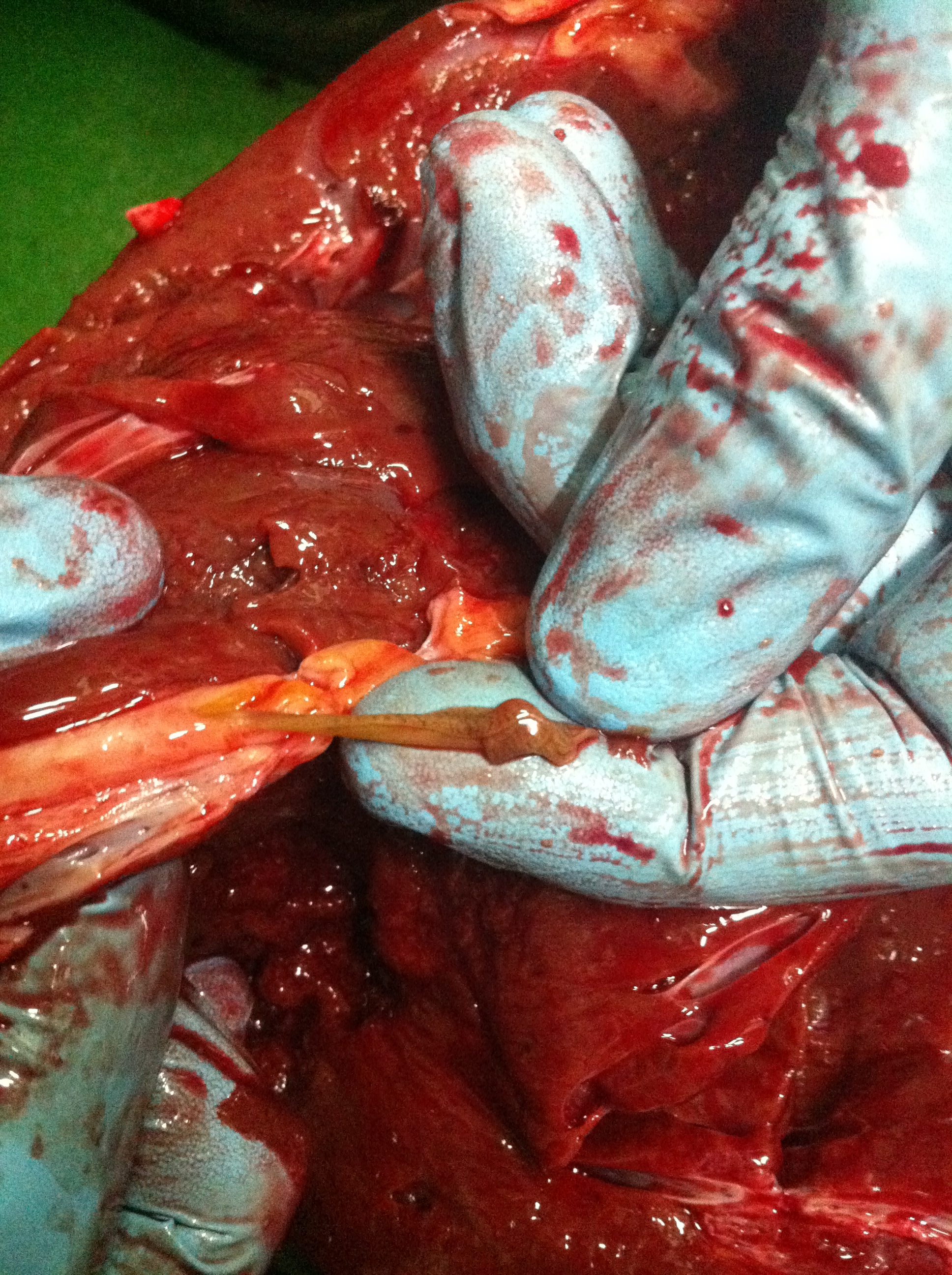
Fasciola en hígado de vacuno

Fasciola hepatica afecta principalmente a bovinos, ovinos y caprinos, pero también puede afectar a otros mamíferos herbívoros y omnívoros, entre los que se encuentran los equinos, los lagomorfos, los roedores y el ser humano, siendo unas de las 20 principales enfermedades parasitarias en el humano, dándose en ciertos lugares parasitemias del 50% de la población, por lo que ya no se puede considerar como un problema propio del ganado, sino más bien un problema de salud pública.[cita requerida]
Este parásito se encuentra en su forma larvaria en el peritoneo parietal derecho y en el parénquima hepático. Una vez que alcanza su madurez se localiza en los conductos biliares. Tiene la posibilidad de encontrarse en otros tejidos, como el músculo, pero allí no completa su ciclo biológico.

## Hospedadores intermediarios
La distribución de la enfermedad depende de la presencia de caracoles pulmonados acuáticos pertenecientes al género Lymnaea y afines, donde completa la primera parte de su ciclo.

### Biotopos del hospedador intermediario
Los biotopos pueden dividirse en temporales o permanentes, influidos por las condiciones climáticas de la región como son épocas de lluvia y seca, altas temperaturas, que inciden directamente sobre la evaporación, etc. Desde el punto de vista epidemiológico los biotopos temporales son más peligrosos que los permanentes debido a que en estos últimos existe cierto equilibrio entre la fauna autóctona del lugar y la intensidad de reproducción de los caracoles, la cual se ve limitada por la depredación y competencia de los otros organismos residentes del lugar, en los biotopos temporales los caracoles encuentran abundante alimento, la reproducción es muy intensa y masiva, además el desarrollo de las formas larvarias de F. hepática en el caracol es más rápida. En los meses del verano boreal (julio, agosto, septiembre) se observan limitaciones de la reproducción de los caracoles producto de la intensa radiación solar, debido a esto la temperatura del agua en los biotopos durante el día puede llegar hasta los 45-50 grados centígrados; en los meses de octubre, noviembre y diciembre las lluvias son más continuadas y las temperaturas más favorables para su desarrollo.

## Patogenia
Se distinguen dos períodos en la fasciolosis:
Inicial o de invasión: Comprende desde el momento de la ingestión de las metacercarias, hasta el establecimiento de los parásitos juveniles en los conductos biliares. Producen inflamación del peritoneo con exudado serohemático, la cápsula de Glisson presenta engrosamiento e infiltrado leucocitario debido principalmente a eosinófilos, el hígado aumenta de tamaño, con presencia de microabscesos y necrosis.
Se presenta fiebre elevada irregular. Dolor en hipocondrio derecho de intensidad variable. Hepatomegalia dolorosa debido a la inflamación del parénquima; urticaria. En sangre se presenta hasta el 80% de leucocitosis con eosinofilia; hay hipergammaglobulinemia.
El segundo periodo de estado: abarca desde que los distomas juveniles alcanzan la madurez sexual y permanecen en la luz de los conductos biliares hasta su muerte. Los conductos biliares se dilatan y esclerosan, con reacción inflamatoria crónica en la periferia de los conductos. Cuando el número de parásitos es grande hay atrofia del parénquima hepático por compresión y cirrosis periportal.
La localización principal de los adultos de Fasciola hepatica son los conductos biliares, aunque se pueden desplazar hacia otros sitios como el cístico, colédoco, vesícula biliar, ampolla de Vater. En raras ocasiones los parásitos juveniles no siguen el camino habitual y se dirigen hacia otros sitios del organismo produciendo la fasciolosis errática. Los lugares que invaden con frecuencia erráticamente son pulmones, peritoneo, piel, hígado y sitios cercanos al hígado.
Los parásitos adultos que están en su hábitat definitivo, producen sintomalogía de tipo digestivo. Dispepsia de tipo biliar con anorexia, flatulencia, náuseas, vómito, sensación de plenitud abdominal, constipación con periodos de diarrea, cólicos biliares. Se suele presentar ictericia transitoria, hepatomegalia y fiebre.

### Ciclo biológico

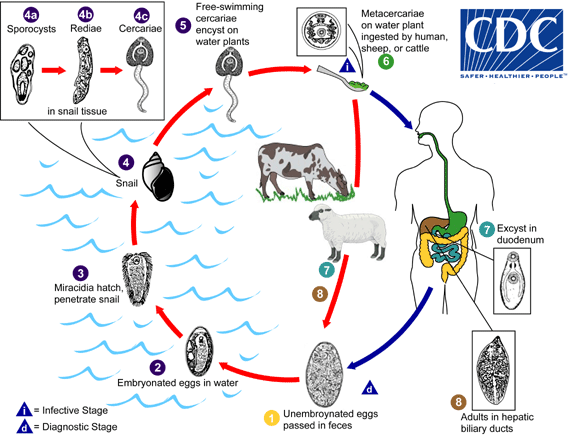
Ciclo vital del Fasciola hepatica
1.- Los huevos abandonan el hospedador definitivo con las heces. 2.- De los huevos eclosionan larvas ciliadas miracidio. 3.- Las larvas miracidio penetran en el hospedador intermediario, un caracol de agua dulce. 4.- En el interior del caracol, las larvas miracidio se transforman en esporocistos (4a) que se desarrollan en redias (4b) y éstas en cercarias (4c). 5.- Las cercarias abandonan el caracol y, tras un periodo de vida libre en el agua se enquistan sobre plantas acuáticas, transformándose en metacercarias. 6.- Las metacercarias son ingeridas por el ganado o por los humanos, los hospedadores definitivos que se desenquistan en el duodeno (7). 8.- Del duodeno pasan a los conductos biliares, donde originan los adultos que producirán huevos que abandonarán el hospedador y cerrarán el ciclo.

El ciclo biológico de este parásito presenta cuatro fases:
- Fase de embriogonia: Inicia desde que sale el huevo al medio, madura y desarrolla, hasta formarse el miracidium.
- Fase de partenogenia: Es todo el desarrollo que el parásito realiza dentro del caracol hasta que sale la cercaria.
- Fase de cistogonia: Inicia desde que sale la cercaria hasta que se enquista.
- Fase de maritogonia: Desde que el quiste es ingerido por el hospedador definitivo hasta que termina su desarrollo y comienza a producir huevos.

Una fasciola adulta puede poner una media de 3500 huevos al día, pero esta cifra puede variar en función de:
a)Antigüedad de la infestación: a mayor edad de la fasciola, menor número de huevos pone.
b)Época estacional: en los meses de marzo, abril y mayo la puesta es máxima, siendo mínima en los meses de enero y febrero.
c)Grado de parasitación: a mayor número de fasciolas albergadas en el hígado menor número de huevos ponen.
d)Edad del hospedador: la eliminación de huevos decrece a medida que el hospedador envejece (fenómenos inmunitarios).
Los huevos salen al medio junto con las heces fecales del hospedador definitivo. Los huevos de la fasciola son relativamente grandes y presentan una coloración dorado-amarillenta característica. Los huevos de Fasciola hepatica son influenciados por la temperatura, humedad, el dióxido de carbono (CO2) y el oxígeno (O2) para lograr su eclosión, después de un periodo de incubación que puede durar entre los 9 y 15 días (si las condiciones son favorables), hasta 90 o más días. Durante la incubación se produce en el interior del huevo numerosas divisiones celulares hasta la formación de un embrión móvil, ciliado, llamado miracidio el cual es un excelente nadador y en las 24 horas posteriores a su salida del huevo debe encontrar el hospedador intermediario (caracol), pues sino morirá; si no hay suficiente agua el ciclo puede quedar interrumpido.
Seguidamente el miracidio penetra dentro del hospedador intermediario, a la vez que entran van perdiendo los cilios hasta formar una masa redondeada llamada esporocisto, estos últimos tienen la propiedad que a partir de sus membranas internas forman las llamadas redias (1-3 mm). Las primeras se nombran redias hijas y dan lugar a otras generaciones hasta llegar a las redias nietas y así sucesivamente (multiplicación asexual). De un miracidio se pueden originar 600 cercarias, todas estas están dentro del caracol.
Luego las cercarias salen del caracol,se ha demostrado que la temperatura ambiente modula el tiempo transcurrido entre la infestación de los caracoles y la salida de las cercarias, de esta manera cuando la temperatura es baja (6-8 grados C) dicho periodo es de 67-69 días y a temperaturas más altas (20 grados C) es de 48-50 días.
En un plazo de 1-2 horas las cercarias deben fijarse a alguna superficie lisa (hierbas, piedras), que son consideradas por algunos autores como hospedadores intermediarios secundarios.
La fijación la logran por medio de su ventosa ventral de manera tal que la mitad de su cuerpo quede inmersa en el agua. Una vez enquistadas pierden la cola y segregan una sustancia que las protege. Tras sufrir una serie de transformaciones, en un periodo que oscila entre 5 horas y 2-3 días adquiere la capacidad infestante, pasando a llamarse adolescarias o metacercarias que pueden sobrevivir en el medio de 6-10 meses en dependencia de la humedad.
Se necesita un periodo de aproximadamente 3 meses, desde que sale el huevo por las heces fecales del hospedador intermediario, hasta la formación de metacercarias.
Los quistes son ingeridos por el hospedador definitivo junto con las hierbas llegando al aparato digestivo y por la acción de las enzimas que se encuentran en el jugo entérico quedan las fasciolas jóvenes en libertad, penetrando la pared intestinal, siguiendo hacia el peritoneo parietal derecho (aquí puede estar hasta 7 días). Por último llega al hígado y penetra a través de la cápsula de Glisson y empieza a migrar por todo el parénquima hepático (esto puede durar hasta 6 semanas). Posteriormente profundiza hacia el interior del hígado, entrando e implantándose en los conductos biliares. Dos semanas después el hospedador definitivo elimina los huevos al medio ambiente.
Algunos autores consideran que los roedores y lagomorfos son importantes reservorios naturales de Fasciola hepatica en el medio por lo que no deben ser ignorados en el establecimiento de un efectivo plan de control de plagas.

## Diagnóstico
Es importante tomar en consideración el período de la enfermedad, ya que en la inicial no se podrían observar los parásitos ni sus huevos, pero la eosinofilia elevada y antecedentes de ingestión de berros,puede ser una pista de peso para sospechar de la enfermedad.
Los métodos directos son los que mayor frecuencia establecen el diagnóstico de fasciolosis ya sea por los parásitos adultos en vías biliares durante el acto quirúrgico o por la demostración de los huevos en la bilis o en las materias fecales.
Para detectar los huevos en bilis suele usarse el sondeo duodenal y observación al microscopio. Método de la cápsula de Beal: cápsula de gelatina, el hilo absorbe líquido duodenal junto con los huevos de F. hepatica. La porción del hilo se extiende en un portaobjetos y se observa al microscopio. Se recomiendan exámenes coproparasitoscópicos seriados de concentración como el Willis, Formol Tritón Éter, Ferreira, Ritchie o Stoll, además de repetir los análisis 10 días consecutivos.
Reacciones inmunológicas en el periodo inicial que nos orientan en el diagnóstico, como la intradermorreacción que sirve para hacer una selección inicial de pacientes; la reacción de hemaglutinación y precipitación en gel.
Alteración del hemograma: leucocitos con desviación a la izquierda y anemia. La eosinofilia elevada 40-80% en el estado inicial y se estacionará en el periodo de estado para descender a estados normales.
Las pruebas funcionales hepáticas están alteradas. Se eleva la bilirrubina en los casos de migración, la fosfatasa alcalina también se encuentra elevada.
También pueden ser de utilidad los estudios de imágenes como la resonancia magnética, sin embargo en la fase crónica puede simular otras condiciones que afectan la vía biliar, tales como el colangiocarcinoma.

## Prevención, control y tratamiento
Durante años se han realizado ensayos e investigaciones con el objetivo de evaluar los métodos dirigidos al control de la Fasciola hepatica. De estas experiencias se han obtenido resultados que sirven de base para proponer un control cuya aplicación debe ser eficaz. La lucha integral contra esta enfermedad se basa en tres aspectos fundamentales:
-Modificación del medio.
-Control químico de los hospedadores intermediarios.
-Control químico del parásito.
-Modificación del medio
Se realizará un mapeo de cada unidad donde se reseñen los biotopos de las áreas de pastoreo, clasificadas en permanentes y estacionarias. Deberán señalares los biotopos primarios y de continuidad en los dos casos.
Los biotopos de todos los tipos tratarán de eliminarse mediante el correcto manejo de las aguas residuales, salideros de tanques de agua, desecación, relleno, zanjeo, etc.
Siempre que los biotopos permanentes no puedan eliminarse se procederá a su cercado y de no ser posible este, prohibir el uso de los cuartones donde estén ubicados los biotopos.
Se determinará el área de expansión máxima que ocupen las aguas en los biotopos permanentes para proceder a su cercado a una distancia de dos metros por fuera de este perímetro.
Evitar la formación de biotopos estacionarios y los de continuidad en lugares de acceso del ganado.
-Control químico de los hospedador intermediarios.
Los primeros tratamientos recomendaban aplicar 5 L/ha de sulfato de cobre a concentraciones de 0,5-2 %.
También la nicotina demostró alta efectividad en concentraciones tan bajas como 0,004%; así como las cenizas de carburo a dosis de 3,1-3,5 kg/m² a voleo con 100% de efectividad antes de las 24 horas.
En España se ha usado con muy buenos resultados la N-tritil-morfolina (Frescon), es un concentrado emulsionable que se aplica a la dosis de 0.45 kg. por hectárea pulverizando la zona que se desee tratar. Da lugar a la mortalidad del 99 % de las Limneas y a una gran cantidad de huevos del caracol. De cualquier forma la tendencia mundial es a reducir al mínimo la lucha química contra los caracoles debido a los serios daños que esta representa para el medio ambiente
-Control químico contra los parásitos
En el ganado vacuno y ovino se emplean fármacos de diferentes familias antihelmínticas, entre las que destacan los bencimidazoles, salicilanilidas y sulfamidas.
Los fasciolicidas utilizados hasta la actualidad, se agrupan en cinco grupos químicos principales:
Fenoles halogenados: Bitionol (Bitin, Accamer), Hexaclorofeno, Niclofolan (Bilevon) y Nitroxinil (Trodax).
Salicilanilidos: Brotianida (Dirian), Closantel (Flukiver, Seponver, Supaverm, Cosicare), Oxiclozanida (Nilzan, Zanil) y Rafoxanida (Ranizole, Flukanide).
Benzimidazoles: Albendazol (Valbazen), Triclabendazol (Fasinex), Luxabendazol (Fluxacur).
Sulfonamidas: Clorsulon (Ivomec F, Curarem e Ivomec plus)
Fenoxialquenos: Diamfenetida (Coriban).
Todos los fenoles muestran gran efectividad contra fasciolas adultas. Pero generalmente no poseen acción, contra las formas larvarias.
El albendazol es muy eficaz (76-100 %) frente a las fasciolas adultas a una dosis de 10-15 mg/kg, pero tiene escasa eficacia sobre los estadios inmaduros del parásito.
El triclabendazol, a diferencia de los restantes fármacos de este grupo, carece de actividad nematocida, pero tiene una notable acción fasciolicida. A la dosis de 10 mg/kg por vía oral tiene una gran eficacia sobre fasciolas de hasta un día de edad y elimina el 90-99 %.
Las ivermectinas no tiene acción fasciolicida.
Teniendo en cuenta la eficacia para las fasciolas de diferentes edades los fármacos de elección para las tres formas de la enfermedad son los siguientes:
F. aguda: diamfenetida y triclabendazol.
Forma subaguda: diamfenetida, triclabendazol, rafoxanida y nitroxinil.
F. crónica: triclabendazol, rafoxanida, nitroxinil, oxiclozanida y albendazol.

### Vacunación
Desde los primeros intentos de inmunización de conejos contra F. Hepática realizados en la década de los treinta han venido haciéndose ensayos con resultados variables y en la actualidad son varios los laboratorios en los que se realizan estudios de inmunidad frente a este parásito. Se han ensayado vacunas obtenidas de extractos desecados de fasciolas adultas, homogeneizados de los vermes con o sin adyuvante, antígenos secretores, metacercarias atenuadas mediante irradiación por rayos X, antígenos protectores purificados obtenidos por cromatografía de los extractos de vermes y antígenos superficiales preparados a partir de macerados de fasciola mediante un anticuerpo monoclonal. Los resultados, aunque variables, han sido generalmente alentadores, y un mejor conocimiento de los mecanismos implicados en la inmunidad a estos parásitos puede permitir en el futuro la obtención de una vacuna eficaz.

## Profilaxis
El cultivo de berros para el consumo debe ser en aguas libres de caracoles. Y en la ingestión se debe de cocinar.
La destrucción de caracoles en los ríos puede alterar la ecología de los mismos por lo que no se recomienda.

### Importancia económica de la fasciolosis
En los vacunos las pérdidas en producción pasan generalmente inadvertidas, debido a que el curso de la enfermedad es lento, e incluyen reducción en la ganancia de peso diaria, menor conversión alimenticia y menor producción láctea. Se han reportado reducciones en la ganancia de peso del 8-28 %. Por otro lado, las pérdidas pueden llegar a cifras importantes si consideramos los decomisos de hígados afectados por el parásito.